# Bilmari
Bilmari (auch: Bilmari Daladi) ist ein Dorf in der Landgemeinde Dakoussa in Niger.

## Geographie
Das von einem traditionellen Ortsvorsteher (chef traditionnel) geleitete Dorf befindet sich rund zwölf Kilometer südwestlich des Hauptorts Dakoussa der gleichnamigen Landgemeinde, die zum Departement Takeita in der Region Zinder gehört. Zu den Siedlungen in der näheren Umgebung von Bilmari zählen Kagna Garin Daoudou im Nordwesten, Bargouma im Nordosten, Magaria Ta Adam im Südosten sowie Dan Ladi und Garin Malam Gona im Südwesten.
Südlich von Bilmari erhebt sich eine Quarzit-Hügelkette. Es herrscht das Klima der Sahelzone vor, mit einer durchschnittlichen jährlichen Niederschlagsmenge zwischen 300 und 400 mm.

## Bevölkerung
Bei der Volkszählung 2012 hatte Bilmari 455 Einwohner, die in 81 Haushalten lebten. Bei der Volkszählung 2001 betrug die Einwohnerzahl 334 in 54 Haushalten und bei der Volkszählung 1988 belief sich die Einwohnerzahl auf 300 in 44 Haushalten.
Die Bevölkerungsdichte in diesem Gebiet ist mit über 100 Einwohnern je Quadratkilometer hoch.

## Wirtschaft und Infrastruktur
Das Gebiet der Ebenen im Süden der Region Zinder, in dem Bilmari liegt, ist von einer anhaltenden Degradation der ackerbaulichen Flächen gekennzeichnet, die mit der hohen Bevölkerungsdichte in Zusammenhang steht. Mit einem Centre de Santé Intégré (CSI) ist ein Gesundheitszentrum im Dorf vorhanden. Es verfügt über ein eigenes Labor und eine Entbindungsstation. Es gibt eine Schule im Ort. Bei Bilmari verläuft die 187,5 Kilometer lange Nationalstraße 34 zwischen der Nationalstraße 11 und Gouré. Es handelt sich um eine einfache Erdstraße.